# پابلو تراپرو
پابلو تراپرو (انگلیسی: Pablo Trapero؛ زادهٔ ۴ اکتبر ۱۹۷۱) یک فیلم‌نامه‌نویس، تهیه‌کننده، و کارگردان اهل آرژانتین است. در سال ۲۰۱۰ با فیلم کارانچو در هشتاد و سومین دوره جوایز اسکار برای دریافت جایزه اسکار بهترین فیلم خارجی زبان با فیلم‌های دیگر به رقابت پرداخت.

## فیلم‌شناسی
- لئونرا (۲۰۰۸)
- کارانچو (۲۰۱۰)
- فیل سفید (۲۰۱۲)
- قبیله (۲۰۱۵)